# Korynesporoza dyniowatych

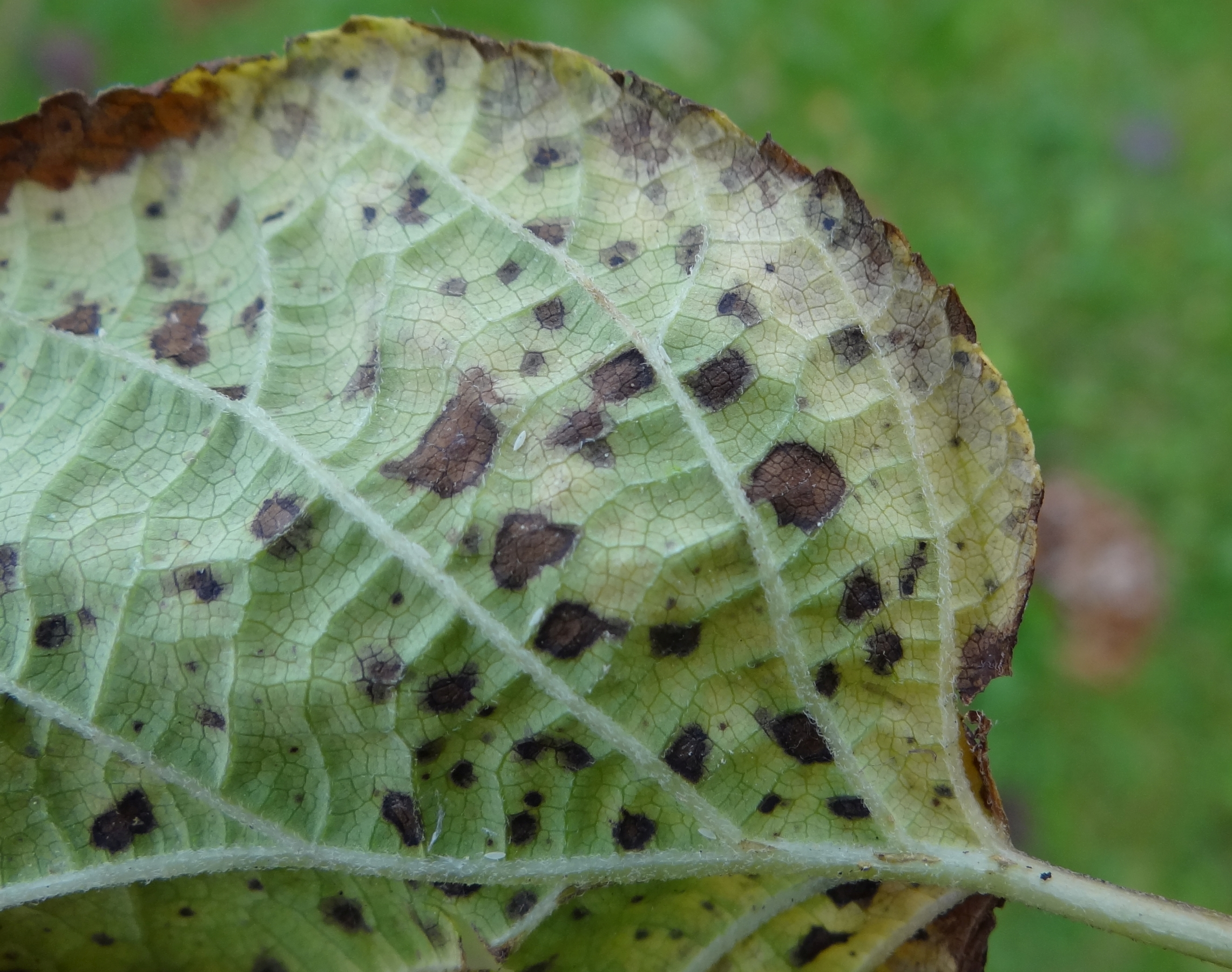
Korynesporoza hortensji ogrodowej

Korynesporoza dyniowatych (ang. blotch disease of cucurbits, target spot of cucurbits) – grzybowa choroba roślin z rodziny dyniowatych (Cucurbitaceae) wywołana przez Corynespora cassiicola.

## Objawy i szkodliwość
Corynespora cassiicola atakuje ponad 530 gatunków roślin w 53 rodzinach. Najczęściej występuje w tropikach i subtropikach, gdzie powoduje duże szkody ekonomiczne na plantacjach roślin uprawnych. Występuje na szerokiej gamie upraw, w tym fasoli i innych roślin strączkowych, papryce, ogórku i innych dyniowatych, sałacie, papai, pomidorze. Jej żywicielami są również rośliny ozdobne i chwasty, a także kauczukowiec. Atakuje wszystkie gatunki roślin z rodziny dyniowatych, najsilniej ogórka. Atakuje także pomidora, u którego wywołuje korynesporozę pomidora.
U ogórka pierwsze objawy pojawiają się na starszych liściach w postaci kanciastych, żółtych plam. Na otwartym polu plamy te powiększają się i stają się okrągłe z jasnobrązowymi środkami i ciemnobrązowymi obwódkami. Później stają się szare, a ich tkanki wykruszają się, wskutek czego w miejscu plam tworzą się dziury. Przy uprawie pod osłonami plamy są oliwkowożółte z żółtymi obwódkami. Przy silnym porażeniu roślin następuje defoliacja. Plamy mogą tworzyć się również na łodygach i ogonkach liściowych. Są tutaj bardziej wydłużone, co pomaga odróżnić tę chorobę od innych chorób dyniowatych, takich jak antraknoza dyniowatych, mączniak rzekomy dyniowatych czy kanciasta plamistość liści dyniowatych. Gdy infekcja nastąpi wcześnie (w kwietniu), wówczas końce kwiatów ciemnieją, a owoce są pomarszczone. Może również wystąpić infekcja korzeni i kwiatów.

## Epidemiologia
Patogen może przetrwać na zainfekowanych resztkach roślinnych przez co najmniej dwa lata. Ponieważ atakuje liczne gatunki roślin, może przetrwać także w otoczeniu upraw na wielu chwastach. Infekcja następuje przy wilgotnej pogodzie (podczas deszczów) przy temperaturze 21–26 °C. Wydaje się również, że rozwojowi choroby sprzyjają wahania temperatury w ciągu dnia.

## Ochrona
Nie należy sadzić nowych upraw obok starszych, które mają chorobę. Sadzonki z pierwszymi objawami choroby należy zniszczyć. Ogórki należy uprawiać na kratach lub pionowych drutach, aby zwiększyć cyrkulację powietrza wokół nich. Jeśli liście szybko wysychają, jest mniej czasu na kiełkowanie i zakażenie zarodników. Nie należy wykonywać prac pielęgnacyjnych, gdy liście są mokre, zwłaszcza jeśli niektóre rośliny mają oznaki plamistości liści. Sprzyja to bowiem rozprzestrzenianiu się choroby. Po zbiorach należy zebrać i spalić resztki pożniwne. Należy stosować płodozmian, na tym samym polu można uprawiać rośliny dyniowate nie częściej, niż co 3 lata.
Profilaktycznie stosuje się ochronę chemiczną fungicydami zawierającymi chlorotalomil, tlenochlorek miedzi (Miedzian) lub mankozeb. Opryskiwanie stosuje się przy pojawieniu się pierwszych objawów w odstępach 10–14-dniowych do 3–4 tygodni przed ostatnim zbiorem. Ważne jest, aby spryskać liście po obu stronach.